# Albert Leitzmann
Carl Theodor Albert Leitzmann (geboren am 3. August 1867 in Magdeburg; gestorben am 16. April 1950 in Jena) war ein deutscher Germanist und Literaturhistoriker. Leitzmann wurde insbesondere bekannt für seine überaus umfangreiche Editionsarbeit, darunter die erste textkritische Edition der Sudelbücher des Experimentalphysikers und Philosophen Georg Christoph Lichtenberg.

## Jugend bis zum Abschluss des Studiums
Albert Leitzmann wurde als zweiter Sohn von Karl Hermann und Elisabeth Leitzmann (geborene Naumann) geboren, sein Vater war Gymnasialprofessor für Mathematik und Physik. Aufgrund gesundheitlicher Probleme erhielt er zunächst Privatunterricht und wurde erst im Alter von zehn Jahren am traditionsreichen neuhumanistischen Pädagogium in Magdeburg eingeschult. Tagebucheinträge aus dieser Zeit zeigen, dass Leitzmann sich sehr früh für die ältere deutsche Literatur interessierte; im Oktober 1881, als 15-Jähriger, notierte er dann schon den Entschluss, Germanist werden zu wollen.
Den als Gymnasiast gefassten Entschluss setzte Leitzmann ab 1886 um, mit Aufnahme des Germanistikstudiums an der Universität Freiburg. Leitzmanns wichtigster Lehrer und Impulsgeber dort wurde Hermann Paul, der zu den sogenannten Junggrammatikern zählte; aus einer Hausarbeit bei Paul in Leitzmanns zweitem Semester entstanden 1888 seine ersten wissenschaftlichen Veröffentlichungen: ein Aufsatz zur mittelhochdeutschen Lehrdichtung Der Winsbeke sowie als erste eigenständige Veröffentlichung – richtungweisend für Leitzmanns weitere wissenschaftliche Arbeit – eine textkritische Edition desselben Werks.
Nach zwei Semestern an der Berliner Universität wurde Leitzmann im Frühjahr 1889 in Freiburg promoviert, Titel seiner Dissertation war Untersuchung über die Sprache in mittelhochdeutschen Prosapredigten, anschließend studierte er ein Jahr in Halle bei Eduard Sievers. Im Frühjahr 1891 – keine 25 Jahre alt – erfolgte die Habilitation in Jena mit Untersuchungen über Berthold von Holle.
Unmittelbar nach der Habilitation verlobte Leitzmann sich mit Else Altwasser, der Tochter von Hugo Amandus und Elise Altwasser (geborene Gerlach), die Hochzeit folgte 1892.

## Von der Habilitation bis zur Emeritierung
Nach der Habilitierung lehrte Leitzmann zunächst als Privatdozent an der Universität Jena, ab Herbst 1894 arbeitete er zwei Jahre am Goethe- und Schiller-Archiv in Weimar, 1896 schlossen sich nochmals zwei Jahre Privatdozentur in Jena an, bis der Gelehrte 1898 ebenda zum außerordentlichen Professor ernannt wurde. Eine Verbeamtung in dieser Position erfolgte erst 1918, ordentlicher Professor wurde Leitzmann 1923, Lehrstuhlinhaber für Germanistik in Jena 1930 als Nachfolger von Victor Michels. Diese Stelle behielt er bis zu seiner Emeritierung 1935.
In den auf die Habilitierung 1891 folgenden Jahren begann Leitzmanns – selbst für die zeitgenössische positivistische Geisteswissenschaft außerordentliche – umfangreiche Editionstätigkeit, „rastlos nach ungedruckten Quellen der deutschen Geistesgeschichte spürend“. Hervorzuheben sind dabei zunächst weniger die Studienausgaben der Werke Wolframs, Walthers und Hartmanns in der Altdeutschen Textbibliothek, welche jahrzehntelang Standard-Studienlektüre der Mediävistik-Studenten blieben. Leitzmann hatte das Auge und die Energie, Schätze der deutschen Geistes- und Literaturgeschichte zu heben und erstmals der Öffentlichkeit zugänglich zu machen; eine Ausnahmestellung nehmen dabei bis heute (Stand 2016) seine Editionen von bis dahin unbekannten Werken Georg Christoph Lichtenbergs ein.
Nach der Emeritierung 1935 konzentrierte sich Leitzmann auf die Betreuung der Neuausgaben der genannten Studienausgaben zu Wolfram, Walther und Hartmann. Auch versuchte er nach 1945, zur Verbesserung seiner Lebenssituation sich als Universitätslehrer reaktivieren zu lassen, dies gelang aber offenbar nicht. Gegen Ende seines Lebens war die persönliche Situation so prekär geworden, dass Leitzmann seine eigene Studien-Bibliothek der Universität Jena gegen eine Rente vermachen musste.
Leitzmann starb 1950 kurze Zeit nach seiner Frau im Alter von 83 Jahren in Jena.
Im Laufe seines Lebens hatte er fast 800 Werke veröffentlicht, davon fast 500 Monografien, die meisten davon sorgfältige Editionen von Briefwechseln und Werken von Literaten und Musikern, aber wenig „Selbstgeschriebenes“; Leitzmann hat dabei praktisch nie interpretiert oder zur ästhetischen Qualität der von ihm herausgegebenen Werke Stellung genommen. Leitzmanns Biograf Ulrich Joost vermutet, dass der Unwille, selbst geisteswissenschaftlich kreativ tätig zu werden, und die auffällige Bereitschaft, vollständig im wenig fachwissenschaftlichen Ruhm bringenden Geschäft der Herausgeberschaften aufzugehen, mit Leitzmanns prekärer wirtschaftlicher Situation zusammengehangen haben könnte.

## Auszeichnungen
- 1928 – Silberne Leibniz-Medaille der Berliner Akademie der Wissenschaften
- 1938 – Mitglied der Berliner Akademie der Wissenschaften

## Veröffentlichungen (Auswahl)
- Georg Christoph Lichtenbergs Aphorismen. Nach den Handschriften herausgegeben von Albert Leitzmann, 5 Hefte, B. Behr’s Verlag, Berlin 1902 bis 1908 (Reihe Deutsche Literaturdenkmale des 18. und 19. Jahrhunderts, Nr. 123, 131, 136, 140 und 141).
Digitalisate (Internet Archive): Erstes Heft: 1764–1771, Berlin 1902, Zweites Heft: 1772–1775, Berlin 1904, Drittes Heft: 1775–1779, Berlin 1906, Viertes Heft: 1789–1793, Berlin 1908, Fünftes Heft: 1793–1799, Berlin 1908.
- Ludwig van Beethovens Briefe in Auswahl, Insel, Leipzig 1909.
- Die Quellen von Schillers und Goethes Balladen, Marcus & Weber, Bonn 1911 (Digitalisat).
- als Hrsg. Kleinere geistliche Gedichte des 12. Jahrhunderts (= Kleine Texte für Vorlesungen und Übungen. Band 54). Marcus & Weber, Bonn.
- Georg und Therese Forster und die Brüder Humboldt. Urkunden und Umrisse, Röhrscheid, Bonn 1936.
- Briefe von Wilhelm von Humboldt. I. Abhandlungen der Deutschen Akademie der Wissenschaften zu Berlin. Philosophisch-Historische Klasse. Jahrgang 1948 Nr. 3. Akademie-Verlag Berlin 1949.
- Studien zu Freidanks Bescheidenheit, Akademie, Berlin 1950.
- als Hrsg. mit Ludwig Wolff: Erec von Hartmann von Aue. 6. Auflage, besorgt von Christoph Cormeau und Kurt Gärtner. Tübingen 1985 (= Altdeutsche Textbibliothek. Band 39).